# Okręg wyborczy South West Wiltshire
Okręg wyborczy South West Wiltshire powstał w 2010 roku i wysyłał do brytyjskiej Izby Gmin jednego deputowanego. Obejmuje rzadko zaludnione tereny wiejskie w południowo-zachodniej części hrabstwa Wiltshire.

## Deputowani do brytyjskiej Izby Gmin z okręgu South West Wiltshire
- 2010– : Andrew Murrison, Partia Konserwatywna